# Държавно устройство на Йордания
Политиката на Йордания е в рамките на парламентарната монархия, при която министър-председателят на страната е ръководител на правителството и на многопартийната система. Страната е конституционна монархия въз основа на конституция, приета на 8 януари 1952 година.

## Изпълнителна власт
Изпълнителната власт се управлява от краля и неговия кабинет. Кралят може да изпълнява и налага вето на всички закони, както и да спре или разпусне парламента или да съкрати или удължи срока на дадена парламентарна сесия. Ветото, наложено от краля, може да бъде преодоляно само тогава, когато две трети от гласовете на двете камари на парламента са против наложеното вето, за последен път това се случва през ноември 2009 година. Той може да назначава и освобождава всички съдии с декрет, както и да одобрява изменения в конституцията. Може да обявява война и командва всички въоръжени сили. Всички решения на кабинета, както и всички съдебни решения, се издават от негово име. Кабинетът начело с министър-председателя се избира именно от краля, но през 2011 година след ожесточени протести крал Абдула се съгласява да се извършат парламентарни избори. Кабинетът е отговорен пред камарата на депутатите по въпроси, свързани с общата политика, и може да бъде принуден да подаде оставка при две трети от хората гласували против.

## Законодателна власт
Законодателната власт е в ръцете и на двукамарното Народно събрание. То се нарича също Меджлис ал-умма. Камарата на депутатите има 150 члена, които се избират за четири годишен мандат в едномандатни избирателни райони с 15 места. В допълнение девет места са запазени за християни и три за чеченци/черкези. Докато Камарата на депутатите се избира от народа, нейните основни законодателни възможности са ограничени до одобряване, отхвърляне или изменение на законодателството. Асамблеята на сенаторите (Меджлис ал-Ааян) има 60 членове, назначавани от краля за срок от четири години. Асамблеята е отговорна пред Камарата на депутатите и чрез вот на недоверие членове могат да бъдат отстранени.
Политическите фракции или блокове в парламента на Йордания се променят с всеки нови парламентарни избори и обикновено включват една от следните принадлежности: социалистическа фракция, либерална фракция, която е една от основните и крайно-дясна фракция като ислямския фронт на действие.

## Съдебна власт
Съдебната власт е напълно независима от другите две части на държавната власт. Конституцията предвижда три категории съдилища – гражданско, религиозно и специално. Редовните съдилища се състоят от две граждански и наказателни сортове на първа инстанция или помирителни съдилища и на второ ниво или апелативни съдилища. Съществува и Върховен касационен съд, който е най-висшият съдебен орган в кралството. Има и два вида религиозни съдилища: шериатски съдилища, които прилагат разпоредбите на ислямското право и гражданско състояние и съдилища на други религиозни общности официално признати в Йордания.

## Политически условия
Крал Хюсеин управлява Йордания в периода 1953-1999 година, преживявайки редица предизвикателства при управлението си и известен с лоялността си към военните, и служи като символ на стабилност за всички общности в Йордания. През 1991 година той обявява край на военното положение в страната и една година по-късно легализира политическите партии. През 1993 година в страната се провеждат първите свободни и честни парламентарни избори. През 1997 година спорни промени в избирателния закон водят до бойкот от страна на ислямистките партии.
През февруари 1999 година след смъртта на баща му Хюсеин на престола се качва крал Абдула II. Още в началото на управлението си Абдула потвърждава мирния договор с Израел и възобновява отношенията на страната със САЩ. През първата година на управлението си той пренасочва дневния ред на правителството за икономическа реформа. Икономическите трудности на страната, контрабандата и нарастващото население, както и по-отворената политическа среда водят до появата на нови политически партии.
С желанието за по-голяма независимост, парламентът на Йордания разследва обвиненията в корупция срещу няколко фигури на режима, като това се превърна в основна тема по форумите, в която се изразяват различни политически възгледи, включително и тези на ислямистите.
На 1 февруари 2011 година, крал Абдула разпуска правителството (вж. Йордански протести (2011)). Това се тълкува като опит за запазване на мира в страната, с цел да не се стигне до ситуацията в Тунис и Египет.

## Децентрализация
Първата стъпка на крал Абдула и йорданското правителство за децентрализация е с проект на регионално ниво, целящ да раздели нацията на три региона: Северна, Централна и Южна част. Най-голямата част ще бъде изключена от плана, но и тя ще участва в подобен проект на децентрализация. Всеки регион ще има собствен изборен съвет като ще се справя с политическите, социалните, правните и икономическите въпроси самостоятелно. Този процес на децентрализация е част от програмата за демократизация на Йордания.

## Корупция
Според повечето изследвания, Йордания се счита за една от най-корумпираните страни в света. Страната е класирана на 47-о място от 180 страни в индекса за възпиране на корупцията. Конституцията посочва, че нито един член на Парламента може да има финансови или бизнес взаимоотношения с правителството и нито един член на кралското семейство може да бъде в правителството. Въпреки установения напредък в страната, корупцията продължава да бъде проблем. Случаите на корупция се разглеждат от Комисията за борба с корупцията и след това се изпращат до съдебната власт за съдебно дело. Корупцията в Йордания е под формата главно на подкупи и влияние с власт.

## Участия в международни организации
ABEDA, ACC, AFESD, AL, AMF, CAEU, CCC, CTBTO, EBRD, ESCWA, FAO, G-77, IAEA, IBRD, ICAO, ICC, ICC, ICFTU, ICRM, IDA, IDB, IFAD, IFC, IFRCS, ILO, IMF, IMO, Intelsat, Interpol, IOC, IOM (observer), ISO (correspondent), ITU, NAM, OIC, OPCW, OSCE (partner), PCA, UN, UNCTAD, UNESCO, UNIDO, UNMIBH, UNMIK, UNMOP, UNMOT, UNOMIG, UNRWA, UNTAET, UNWTO, UPU, WFTU, WHO, WIPO, WMO, WTO